# Спасский сельсовет (Спасский район, Нижегородская область)
Спасский сельсовет — муниципальное образование (сельское поселение) в составе Спасского района Нижегородской области.
Административный центр — село Спасское.

## История
Статус и границы сельского поселения установлены Законом Нижегородской области от 15 июня 2004 года № 60-З «О наделении муниципальных образований - городов, рабочих посёлков и сельсоветов Нижегородской области статусом городского, сельского поселения».

## Население
| 2002  | 2010  | 2012  | 2013  | 2014  | 2015  | 2016  |
| ----- | ----- | ----- | ----- | ----- | ----- | ----- |
| 4630  | ↘4323 | ↘4194 | ↘4193 | ↘4175 | ↘4107 | ↗4123 |
| 2017  | 2018  | 2019  | 2020  | 2021  |       |       |
| ↘4113 | ↘4083 | ↘4009 | ↘3949 | ↗4296 |       |       |

## Состав сельского поселения
| № | Населённый пункт | Тип населённого пункта       | Население |
| - | ---------------- | ---------------------------- | --------- |
| 1 | Большое Сущево   | село                         | ↘54       |
| 2 | Елховка          | село                         | ↘167      |
| 3 | Масловка         | село                         | ↘155      |
| 4 | Скучиха          | деревня                      | ↘0        |
| 5 | Спасское         | село, административный центр | ↗4001     |